# Кубок Кремля 2009
Кубок Кремля 2009 — тенісний турнір, що проходив на закритих кортах з твердим покриттям спорткомплексу Олімпійський у Москві (Росія). Це був 19-й за ліком Кубок Кремля. Належав до категорії 250 у рамках Туру ATP 2009, а також до категорії Premier у рамках Туру WTA 2009. Тривав з 17 до 25 жовтня 2009 року.

## Учасники

### Сіяні учасники
| Країна    | Гравець                    | Рейтинг1 | Сіяний |
| --------- | -------------------------- | -------- | ------ |
| Росія     | Микола Давиденко           | 8        | 1      |
| Румунія   | Віктор Генеску             | 27       | 2      |
| Росія     | Михайло Южний              | 32       | 3      |
| Росія     | Ігор Андрєєв               | 40       | 4      |
| Уругвай   | Пабло Куевас               | 45       | 5      |
| Сербія    | Янко Типсаревич            | 46       | 6      |
| Франція   | Фабріс Санторо             | 49       | 7      |
| Аргентина | Мартін Вассальйо Аргуельйо | 52       | 8      |

- Посів ґрунтується на рейтингові станом на 12 жовтня 2009 року

### Інші учасники
Нижче наведено учасників, які отримали вайлдкард на участь в основній сітці:
- Михайло Бірюков
- Євген Донской
- Андрій Кузнєцов

Нижче наведено гравців, які пробились в основну сітку через стадію кваліфікації:
- Ніколас Кіфер
- Михайло Кукушкін
- Ілля Марченко
- Сергій Стаховський

## Учасниці

### Сіяні учасниці
| Країна     | Гравчиня           | Рейтинг1 | Сіяна |
| ---------- | ------------------ | -------- | ----- |
| Росія      | Віра Звонарьова    | 7        | 1     |
| Сербія     | Єлена Янкович      | 9        | 2     |
| Польща     | Агнешка Радванська | 10       | 3     |
| Італія     | Флавія Пеннетта    | 11       | 4     |
| Росія      | Надія Петрова      | 17       | 5     |
| Росія      | Олена Весніна      | 22       | 6     |
| Словаччина | Домініка Цібулкова | 25       | 7     |
| Італія     | Франческа Ск'явоне | 26       | 8     |

- Посів ґрунтується на рейтингові станом на 12 жовтня 2009 року

### Інші учасниці
Нижче наведено учасниць, які отримали вайлдкард на участь в основній сітці:
- Яна Бучіна
- Ксенія Первак

Нижче наведено гравчинь, які пробились в основну сітку через стадію кваліфікації:
- Нурія Льягостера Вівес
- Цветана Піронкова
- Євгенія Родіна
- Галина Воскобоєва

## Переможниці та фіналістки

### Одиночний розряд, чоловіки
Михайло Южний —  Янко Типсаревич, 6–7(5–7), 6–0, 6–4
- Для Южного це був 1-й титул за рік, і 5-й - за кар'єру.

### Одиночний розряд, жінки
Франческа Ск'явоне —  Ольга Говорцова, 6–3, 6–0
- Для Ск'явоне це був 1-й титул за рік, і 2-й — за кар'єру.

### Парний розряд, чоловіки
Пабло Куевас /  Марсель Гранольєрс —  Франтішек Чермак /  Міхал Мертиняк, 4–6, 7–5, [10–8]
- Для Куеваса це був 2-й титул за сезон і 3-й — за кар'єру. Для Гранольєрса це був 3-й титул за сезон і 3-й — за кар'єру.

### Парний розряд, жінки
Марія Кириленко /  Надія Петрова —  Марія Кондратьєва /  Клара Закопалова, 6–2, 6–2
- Для Кириленко це був 1-й титул за рік і 6-й — за кар'єру. Для Петрової це був 3-й титул за сезон і 18-й — за кар'єру.